# Ludwig Philipp Strack

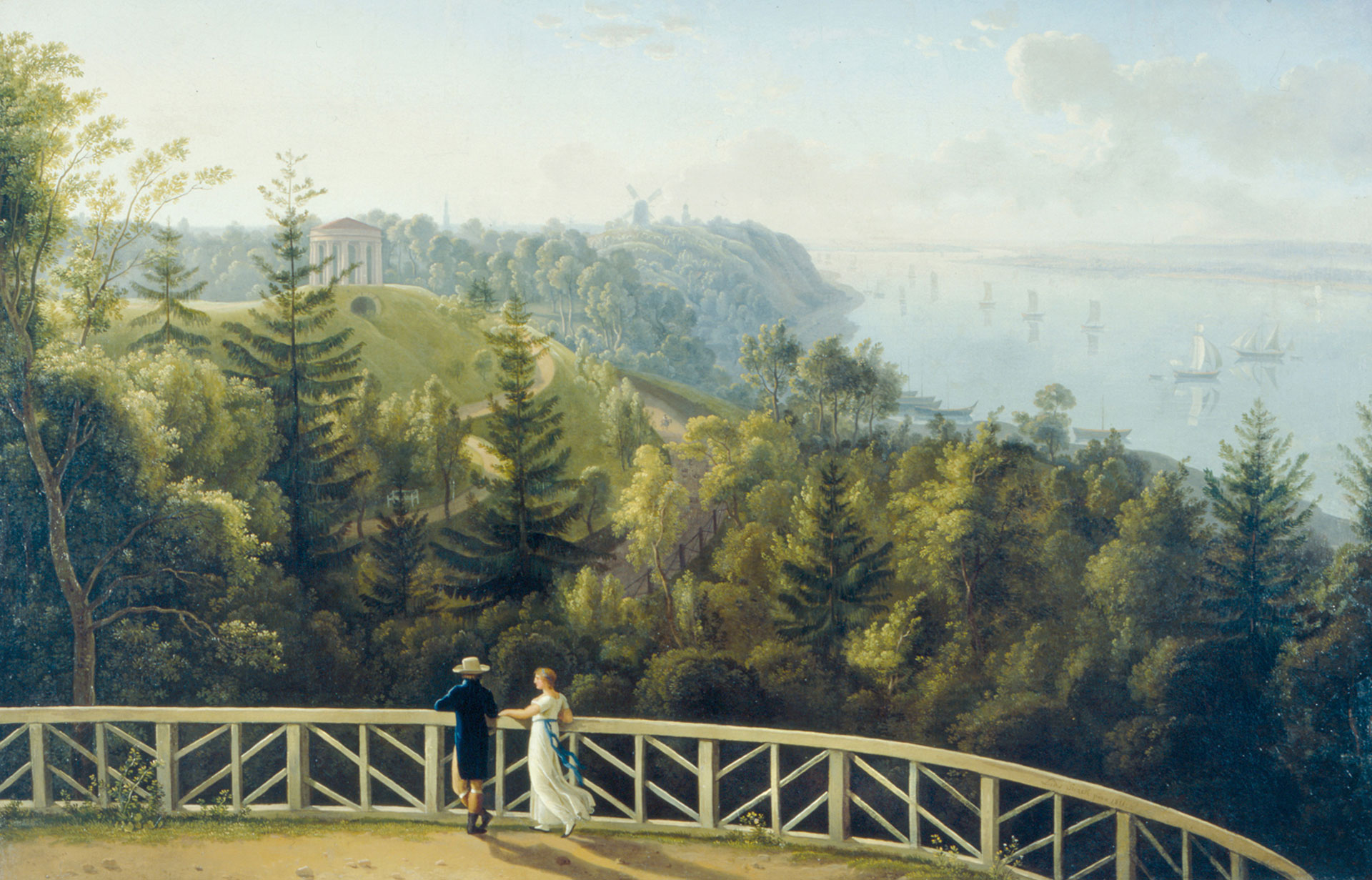
Blick von Baurs Park nach Hamburg, 1811, Altonaer Museum

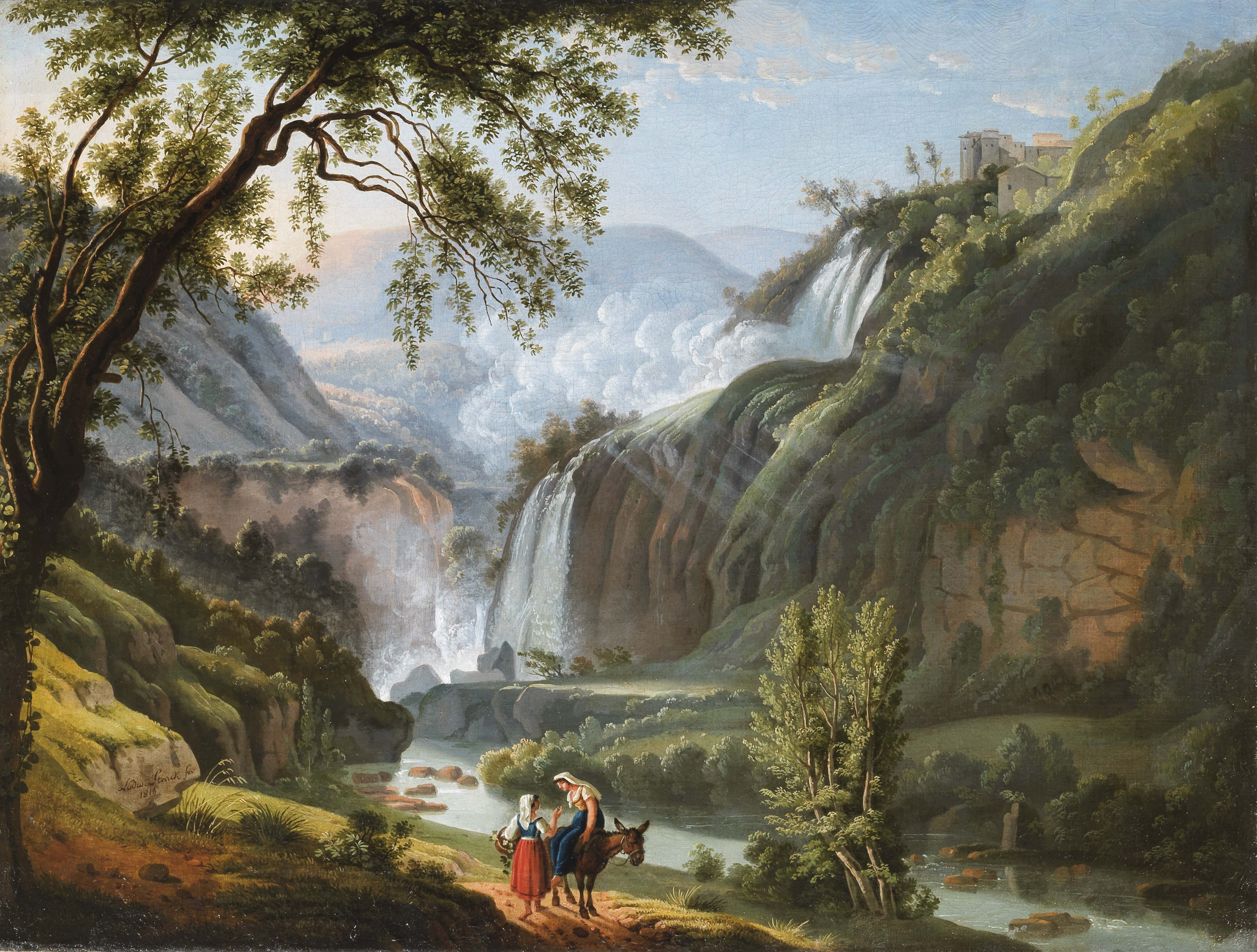
Landschaft mit einem Wasserfall

Ludwig Philipp Strack (* 10. August 1761 in Haina, Hessen; † 27. Januar 1836 in Oldenburg) war ein deutscher Maler, Lithograf und Kupferstecher des Klassizismus sowie Eutiner und Oldenburger Hofmaler. Er gehörte der Hessischen Künstlerfamilie Tischbein an.

## Familie
Strack war der Sohn des Klosterbäckers Johann Heinrich Strack (1720–1807) und dessen Ehefrau Louise Margarethe geb. Tischbein (1727–1785). Er wuchs in Haina auf. Sein Bruder war der Bückeburger Vedutenmaler und Porträtist Anton Wilhelm Strack.
Strack heiratete am 3. November 1795 seine Cousine, die Blumenmalerin Magdalena Margareta Tischbein (1763–1836), Tochter des Malers Johann Jacob Tischbein (1725–1791) und der Malerin Magdalena Gertrud geb. Lilly. Ihre Tochter Helene Strack (1798–1853) wurde ebenfalls Aquarellmalerin (Blumen), der Sohn Heinrich Strack (der Ältere) Architekt und oldenburgischer Hofbaumeister und der Sohn Ludwig Strack d. J. (1806–1871) Porträtmaler in Oldenburg.

## Leben

### Ausbildung und Studienreisen
Nach kurzem Gymnasiumsbesuch begann er mit 12 Jahren seine Lehrzeit bei dem Hofmechanicus in Hessen-Kassel Johann Christian Breithaupt in Kassel. Er ging aber schon kurz nach Beginn der Ausbildung als Lehrling zu seinem Vetter Johann Heinrich Tischbein dem Jüngeren, der in Kassel Galerieinspektor war. Er kopierte in dieser Zeit Holländer an der gräflichen Gemäldegalerie in Kassel.
Strack wurde ab 1773 von seinem Onkel, dem Kasseler Hofmaler Johann Heinrich Tischbein d. Ä., ausgebildet. 1773 vermittelte ihm dieser eine Anstellung beim Erbprinzen Friedrich Ludwig von Oldenburg in Eutin, dessen Gemäldegalerie er leiten sollte. Er verließ die Residenzstadt Eutin allerdings kurze Zeit später, um sich bei seinen Maleronkeln von 1783 bis 1786 in Oldenburg, Hamburg, Lübeck und Kassel weiterzubilden. 1787 erhielt er von der Kasseler Kunstakademie zusammen mit Johann Georg Pforr eine Goldmedaille. 1788 erhielt er ein Italienstipendium der Kasseler Akademie. Als er im Frühjahr 1789 in Rom eintraf, arbeitete gerade sein Vetter Johann Heinrich Wilhelm Tischbein an dem Gemälde Goethe in der Campagna. In einem Brief an den Darmstädter Gelehrten Johann Heinrich Merck beschreibt er das Gemälde sehr lebendig. Nachdem Johann Heinrich Wilhelm Tischbein in Neapel als Akademieprofessor  und -leiter berufen worden war, folgte Strack ihm dorthin nach. Unter dessen Einfluss und in der Zusammenarbeit mit Christoph Heinrich Kniep reifte in dieser Zeit bei Strack der Entschluss, angelehnt an Jakob Philipp Hackerts Werke, sich der Landschaftsmalerei zu widmen. In Neapel entstanden zahlreiche Studien von der Natur. Zu Studienzwecken reiste er in der Folge mehrfach nach Rom, nach Sizilien und Malta.
1794 kehrte er nach Kassel zurück. Die Kasseler Kunstakademie ernannte ihn im folgenden Jahr zu ihrem Mitglied. 1796 erhielt Strack vom Landgrafen (ab 1803 Kurfürst) Wilhelm IX. von Hessen-Kassel (1743–1821) den Titel Kurhessischer Hoflandschaftsmaler. Doch Wilhelm IX. hatte ein wesentlich größeres Interesse am Ausbau seiner Schlösser und Parks und weniger an der Malerei. Er bezahlte Strack schlecht. Daher erbat Strack schon zwei Jahre später in einem Schreiben vom 17. Dezember 1798 um seinen Abschied, um am Eutiner Hof bei Herzogs Peter Friedrich Ludwig von Oldenburg eine Anstellung aufzunehmen, da er sich dort bessere Verdienstmöglichkeiten erhoffte. Das erste Gesuch wurde abgelehnt, weshalb Strack im März 1799 seine Bitte wiederholte. Der Landgraf forderte daraufhin alle Strack gezahlten Reisegelder von ihm zurück, bevor er ihm das Gesuch bewilligen werde. Da Strack keine Käufer für seine Werke in Kassel fand, wollte er sich zunächst in Hamburg niederlassen. Der Landgraf und Strack müssen sich in der Folge allerdings geeinigt haben. 1799 trat er erneut  als Landschafts- und Hofmaler in den Dienst des Peters I., inzwischen Administrator im Herzogtum Oldenburg am Eutiner Hof. Der Herzog förderte als „Schöngeist“ nicht nur die Baukunst und die Wissenschaft, sondern auch die Malerei. So entstanden in dieser Zeit zahlreiche Ölgemälde und Stiche.

### Herrenhaus Gut Knoop
In seiner Eutiner Zeit verrichtete Strack um 1799 Arbeiten im Herrenhaus von Gut Knoop, wo auch der junge italienische Maler Giuseppe Anselmo Pellicia tätig war. Wertvolle Réveillon-Tapeten und Leinwandgemälde von Strack sind noch heute erhalten. So gibt es im zentralen Gartensaal mit der großen Gartenterrasse vier großformatige Leinwandgemälde mit italienischen Landschaften. Diese „Ideallandschaften“ waren der realen Landschaft des Gartens am Eiderkanal gewissermaßen gegenübergestellt: Der Landschaftspark wurde als Kunstwerk verstanden und mit dem Herrenhaus verknüpft.

### Tätigkeit in Eutin und Oldenburg
Etwa zur selben Zeit war Strack auch mit Arbeiten am Südflügel des Eutiner Schlosses beschäftigt.
Nach der Säkularisation des Fürstbistums Lübeck zum Fürstentum Lübeck durch den Reichsdeputationshauptschluss 1803 wechselte Strack im selben Jahr mit Peter I. an den Oldenburger Hof des Herzogs (ab 1815 Großherzog). Die Zeit der französischen Besetzung (1811–1813) verbrachte Strack wiederum in Hamburg und Eutin.
Strack war Mitglied der Freimaurerloge Zum goldenen Hirsch in Oldenburg. 

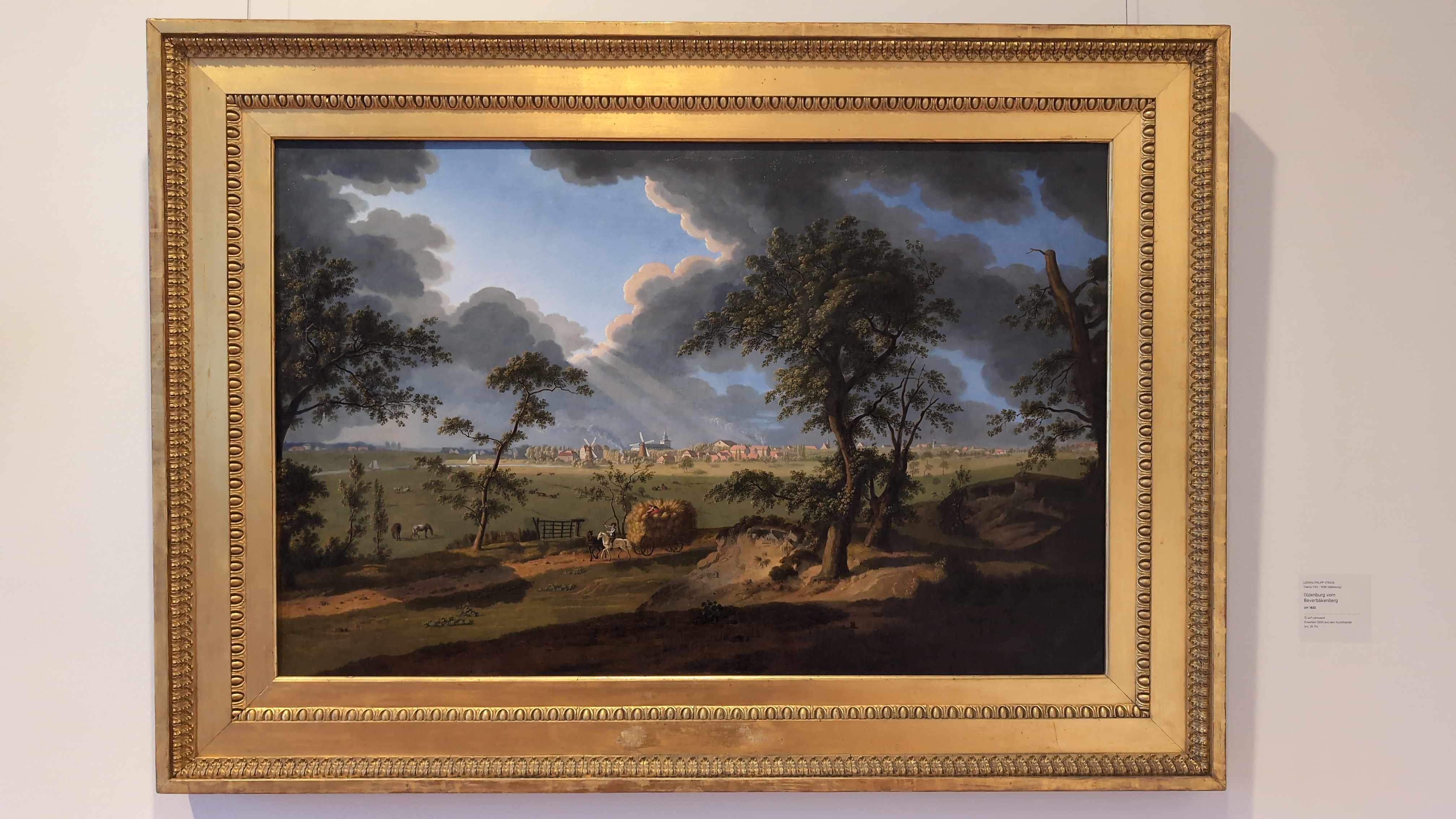
Oldenburg vom Beverbäkenberg, um 1832 (Ludwig Philipp Strack)

## Werk
Stracks Werk gliedert sich in zwei unterschiedliche Bereiche. Er begann als Kopist und Portraitist und wandte sich während seines Italienaufenthalts den Porträtlandschaften angelehnt an das Werk Jakob Philipp Hackerts zu. Die in Italien entstandenen Zeichnungen und Skizzen bildeten bis in seine Spätzeit Stracks Motivfundus, auf den er immer wieder, insbesondere bei seinen italienischen Ideallandschaften zurückgriff. Seine Bilder gehen auf die Klassische Landschaftsmalerei Claude Lorrains zurück. Strack unterscheidet sich von Hackert durch eine größere Weichheit, den atmosphärisch gesehenen Raum und die milderen und wärmeren Farben.
Strack gilt weiterhin als künstlerischer Entdecker der ostholsteinischen Landschaft, da mit seinen Werken die Darstellung der holsteinischen Landschaft in der Malerei begann. Für seinen Landesherrn schuf er zahlreiche Darstellungen holsteinischer Landschaftsansichten, wobei Strack auch hier die topographisch genaue Wiedergabe gegenüber einer idyllischen Überhöhung durch verklärendes Licht oder Steigerung der optischen Weite in den Hintergrund rückte. Ab 1799 wurden Stracks holsteinische Landschaftsansichten auch auflagenstark durch Kupferstiche verbreitet.

## Ausstellungen
- 1961: Kunsthalle zu Kiel Gemälde, Zeichnungen, Graphiken.
- 1961: Hessisches Landesmuseum, Kassel

## Museale Rezension
- 1823: Der Averner See, Neue Galerie, Kassel
- 1795: Die Wasserfälle bei Tivoli und das Tal des Anio, Neue Galerie, Kassel